# 圣热内尚佩斯普 (多姆山省)
圣热内尚佩斯普（法語：Saint-Genès-Champespe）是法国多姆山省的一个市镇，属于伊苏瓦尔区（Issoire）拉图多韦尔尼县（La Tour-d'Auvergne）。该市镇总面积32.33平方公里，2009年时的人口为238人。

## 人口
圣热内尚佩斯普人口变化图示